# Mario Trinkl
Mario Trinkl (* 25. September oder 29. September 1979) ist ein österreichischer Politiker (SPÖ). Er war von 2010 bis 2015 Abgeordneter zum Burgenländischen Landtag. Seit dem 6. Februar 2025 ist er vom Burgenländischen Landtag entsandtes Mitglied des Bundesrates.

## Leben
Trinkl besuchte nach der Volks- und Hauptschule die Handelsakademie und ist beruflich als Key Account Manager bei der Firma Boxmark tätig. Im politischen Bereich ist Trinkl seit 2009 als Jugendvorsitzender der Sozialistischen Jugend im Bezirk Jennersdorf aktiv, zudem ist er seit 2009 Bezirksvorsitzender Stellvertreter der SPÖ-Jennersdorf. Trinkl kandidierte bei der Landtagswahl im Burgenland 2010 und erreichte mit 1.176 Vorzugsstimmen das beste Vorzugsstimmenergebnis aller SPÖ-Jugendkandidaten. Dadurch erreichte er den Einzug in den Landtag, wo er am 24. Juni 2010 angelobt wurde.
Trinkl lebt in Königsdorf, wo er 2017 Bürgermeister wurde. Nach der Landtagswahl im Burgenland 2025 wurde er zu Beginn der XXIII. Gesetzgebungsperiode vom Burgenländischen Landtag in den Bundesrates entsandt.